# Камаму
Камаму (порт. Camamu) — муниципалитет в Бразилии, входит в штат Баия. Составная часть мезорегиона Юг штата Баия. Входит в экономико-статистический микрорегион Валенса. Население составляет 34 252 человека на 2006 год. Занимает площадь 885,195 км². Плотность населения — 38,7 чел./км².

## Статистика
- Валовой внутренний продукт на 2003 год составляет 80 592 766,00 реалов (данные: Бразильский институт географии и статистики).
- Валовой внутренний продукт на душу населения на 2003 год составляет 2371,70 реалов (данные: Бразильский институт географии и статистики).
- Индекс развития человеческого потенциала на 2000 год составляет 0,624 (данные: Программа развития ООН).

## Известные уроженцы
- Силва, Пирайя да (1873—1961) — бразильский учёный, врач-паразитолог.